# 2012年ロンドンオリンピックのケイマン諸島選手団
2012年ロンドンオリンピックのケイマン諸島選手団（2012ねんロンドンオリンピックのケイマンしょとうせんしゅだん）は、2012年7月27日から8月12日までイギリスのロンドンで開催されたロンドンオリンピックケイマン諸島選手団の名簿。

## 選手団
- 人員: 選手 5人
- 開会式旗手: ブレット・フレーザー

## 種目別選手・スタッフ名簿及び成績

### 陸上競技
- ロナルド・フォーブス（男子110m障害）14秒21 予選敗退
- ケマー・ハイマン（男子100m）棄権 準決勝敗退
- サイドニー・マザーシル（女子200m）棄権 予選敗退

### 競泳
- ブレット・フレーザー
  - （男子50m自由形）22秒91 予選敗退
  - （男子100m自由形）48秒92 準決勝敗退
  - （男子200m自由形）1分47秒21 準決勝敗退
- Shaune Fraser
  - （男子100m自由形）49秒07 準決勝敗退
  - （男子200m自由形）1分47秒74 予選敗退